# A.S. Monaco
Association Sportive de Monaco Football Club, oz. AS Monaco ali enostavno Monaco je monaški nogometni klub, ki nastopa v francoski prvi ligi Ligue 1. 
Monaco svoje domače tekme igra na stadionu Stade Louis II v Fontvieillu, Monako, ki sprejme 18 523 gledalcev. Trener kluba je Leonardo Jardim, kapetan pa Radamel Falcao.

## Člansko moštvo
| Št. | Država      | Položaj | Igralec                  |
| --- | ----------- | ------- | ------------------------ |
| 1   | Hrvaška     | GK      | Danijel Subašić          |
| 2   | Brazilija   | MF      | Fabinho                  |
| 5   | Brazilija   | DF      | Jemerson                 |
| 6   | Brazilija   | DF      | Jorge                    |
| 8   | Portugalska | MF      | João Moutinho            |
| 9   | Kolumbija   | FW      | Radamel Falcao (kapetan) |
| 11  | Argentina   | FW      | Guido Carillo            |
| 14  | Francija    | MF      | Tiemoué Bakayoko         |
| 16  | Italija     | GK      | Morgan De Sanctis        |
| 17  | Belgija     | MF      | Youri Tielemans          |
| 19  | Francija    | DF      | Djibril Sidibé           |
| 23  | Francija    | DF      | Benjamin Mendy           |

| Št. |           | Položaj | Igralec         |
| --- | --------- | ------- | --------------- |
| 24  | Italija   | DF      | Andrea Raggi    |
| 25  | Poljska   | DF      | Kamil Glik      |
| 26  | Brazilija | MF      | Boschilia       |
| 27  | Francija  | MF      | Thomas Lemar    |
| 29  | Francija  | FW      | Kylian Mbappé   |
| 30  | Senegal   | GK      | Seydou Sy       |
| 34  | Francija  | DF      | Abdou Diallo    |
| 35  | Francija  | DF      | Kévin N'Doram   |
| 37  | Francija  | FW      | Irvin Cardona   |
| 38  | Mali      | DF      | Almamy Touré    |
| 40  | Francija  | GK      | Loïc Badiashile |

## Posojeni
| Št. | Država                       | Položaj | Igralec                    |
| --- | ---------------------------- | ------- | -------------------------- |
|     | Francija                     | GK      | Paul Nardi (at Nancy)      |
|     | Demokratična republika Kongo | DF      | Marcel Tisserand (at Lens) |
|     | Francija                     | MF      | Jessy Pi (at Troyes)       |

| Št. |          | Položaj | Igralec                              |
| --- | -------- | ------- | ------------------------------------ |
|     | Francija | FW      | Quentin Ngakoutou (at Arles-Avignon) |
|     | Maroko   | FW      | Fawzi Ouaamar (at Arles-Avignon)     |
|     | Maroko   | MF      | Mounir Obbadi (at Hellas Verona)     |